# أندرو غراهام ديكسون
أندرو مايكل غراهام ديكسون (بالإنجليزية: Andrew Michael Graham-Dixon)‏ (من مواليد 26 ديسمبر 1960-) مؤرخ فني ومذيع بريطاني.
بدأ غراهام ديكسون العمل كناقد أدبي في صحيفة مراسل الأحد الأسبوعية، بعدها أصبح الناقد الفني لصحيفة ذي إندبندنت حيث بقي حتى عام 1998. في بداية حياته المهنية حصل على جائزة صحفي الفنون للعام في الأعوام(1987 و1988 و1989) على التوالي. في عام 2004، ساهم في برنامج المعرض الثقافي على قناة بي بي سي تو، الذي يقدم مجموعة متنوعة من المواضيع، وكان المقدم الرئيسي للبرنامج في الغالب. اوعتبارًا من عام 2005 أصبح الناقد الفني الرئيسي لصحيفة صنداي تلغراف.

## بعض أفلامه الوثائقية
في عام 1992، فاز غراهام ديكسون بالجائزة الأولى في قسم الريبورتاج في مهرجان مونتريال السينمائي العالمي عن فيلمه الوثائقي حول لوحة تيودور جيريكو، طوافة قنديل البحر. ومنذ ذلك الحين قدم العديد من المسلسلات الوثائقية عن الفن التي عرضتها قناة بي بي سي، منها تاريخ الفن البريطاني (1996)، عصر النهضة (1999)، كارافاجيو (2002) سر الرسم (2005)، معركة من أجل الفن البريطاني (2007)، فن الخلود (2007)، الفن لإسباني (2008)، الفن الروسي (2009)، الفن الألماني (2010)، الفن الأمريكي (2011)، الفن البريطاني في الحرب: بومبرغ وسيكرت وناش (2014) والفن الصيني (2014) والفن الفرنسي (2017). كما ظهر إعجابه بلوحة الموناليزا، من خلال فيلمه الوثائقي على قناة البي بي سي أسرار الموناليزا (2015).

## روابط خارجية
- أندرو غراهام ديكسون على موقع IMDb (الإنجليزية)
- أندرو غراهام ديكسون على موقع قاعدة بيانات الفيلم (الإنجليزية)

- الموقع الرسمي
- أندرو غراهام ديكسون في قاعدة بيانات الأفلام على الإنترنت
- أنا لا أخبر أي شخص بأي شيء: حياة وفن إدوارد بورا